# Supercoppa italiana 2000 (calcio femminile)
La Supercoppa italiana 2000 di calcio femminile si è disputata mercoledì 30 agosto 2000 allo Stadio Comunale Santamonica di Misano Adriatico. La sfida ha visto contrapporsi la Torres, vincitore della Serie A 1999-2000, contro il Milan, finalista della Coppa Italia 1999-2000.
Dopo un iniziale vantaggio per 2-0 del Milan (reti di Jana Nováková e Chiara Gazzoli), la Torres ribalta il risultato in 4 minuti grazie alle reti di Ángeles Parejo, Pamela Conti e Eleonora Carrus. Nella ripresa, chiude il match Tamara Pintus, prima della rete di Michela Greco per il Milan. Per le sarde, è la prima Supercoppa.

## Tabellino
| Arbitro: | Roberta Rogato (Pescara) |

|                                            |           |                                    |
| Parejo 43’ Conti 45’ Carrus 47’ Pintus 59’ | Marcatori | 22’ Nováková 38’ Gazzoli 81’ Greco |

| Torres | Milan |

### Formazioni
| Torres          |    |                   |     |             |
|                 |    |                   |     |             |
| P               | 1  | Elisa Forlucci    |     |             |
| D               | 2  | Damiana Deiana    |     |             |
| D               | 3  | Eleonora Carrus   |     |             |
| D               | 4  | Maria Grazia Ruiu |     |             |
| D               | 5  | Gioia Masia       |     |             |
| C               | 6  | Pamela Conti      | 89’ |             |
| C               | 7  | Monica Placchi    |     | Ammonizione |
| C               | 8  | Daniela Tavalazzi |     |             |
| C               | 9  | Antonella Carta   | 27’ |             |
| A               | 10 | Tamara Pintus     | 92’ |             |
| A               | 11 | Ángeles Parejo    |     |             |
| A disposizione: |    |                   |     |             |
| D               |    | Valeria Glino     | 27’ |             |
| D               |    | Simona Spissu     |     |             |
| C               |    | Manuela Carboni   |     |             |
| C               |    | Erika Salaris     | 89’ |             |
| A               |    | Paola Zonza       | 92’ |             |
| Allenatore:     |    |                   |     |             |
| Salvatore Arca  |    |                   |     |             |

| ACF Milan       |    |                      |     |             |
|                 |    |                      |     |             |
| P               | 1  | Torini               |     |             |
| D               | 2  | Filomena De Vincenzo | 68’ |             |
| D               | 3  | Paola Zanni          |     | Ammonizione |
| D               | 4  | Sabrina Cortese      |     | Ammonizione |
| D               | 5  | Cristina Murelli     |     |             |
| C               | 6  | Stella La Capra      | 68’ |             |
| C               | 7  | Federica Tamagnini   |     |             |
| C               | 8  | Samantha Ceroni      |     |             |
| C               | 9  | Silvia Tagliacarne   |     |             |
| A               | 10 | Chiara Gazzoli       |     |             |
| A               | 11 | Jana Nováková        |     |             |
| A disposizione: |    |                      |     |             |
| D               |    | Pellegrini           | 68’ |             |
| C               |    | Michela Greco        | 68’ |             |
|                 |    | Noemi Calavita       |     |             |
|                 |    | Monica Serra         |     |             |
|                 |    | Annalisa Zambetta    |     |             |
|                 |    | Veronica Arcobello   |     |             |
|                 |    | Lombardi             |     |             |
| Allenatore:     |    |                      |     |             |
| Antonio Curreri |    |                      |     |             |